# Chronologie de Marseillan (Hérault)
Pour les articles homonymes, voir Marseillan.
| Présentation chronologique d'évènements historiques de la ville de Marseillan en France dans le département de l'Hérault. |

## L'antiquité
535 av. J.-C. : hypothèse de la fondation de Marseillan par les Phocéens.
Ve siècle av. J.-C. : invasion Celte.
300 av. J.-C. : les Volques s'installent dans la région, Marseillan est alors absorbé par les Volques Arécomiques basés à Nîmes.
167 av. J.-C. :
- les Volques se soumettent aux Romains
- formation de la Narbonnaise première.

52 av. J.-C. : la population apporte du soutien militaire au sein des armées de César.
49 av. J.-C. : Marseillan devient romaine sous le consul Fabius.

## Vesiècle
407 : Les Vandales envahissent et ravagèrent la Gaule, Marseillan fut également concernée.
409 : Les Wisigoths envahissent la Gaule et peu de temps plus tard le Bas-Languedoc.
476 : Marseillan est placée sous l'autorité des Wisigoths.

## VIIIesiècle
720 : les Sarrasins s'emparent de Narbonne et dévastèrent sur leur passage Marseillan.
725 : fin du royaume Wisigoth en bas-Languedoc.
742 : fin de l'occupation sarrasine, Charles Martel pratiqua la politique de la terre brûlée sur Marseillan et ses alentours (Narbonne, Béziers, Agde...).
761 : Pépin le Bref réunit la Septimanie sous son autorité.
779 : des Marseillanais sont faits prisonniers et participent à l'érection de la mosquée de Cordoue.
787 : Charlemagne fait don du château de Marseillan à l'évêché d'Agde.

## IXesiècle
850 : Marseillan devient cité seigneuriale.

## Xesiècle
930 : des Scythes envahissent la Septimanie.
933 : ces derniers sont chassés par Raymond Pons.

## XIIesiècle
1139 : Raimond Ier Trencavel devient propriétaire de Marseillan.
1170 : le premier consulat marseillanais est mis en place.
1187 : la seigneurie de Marseillan passe à l'évêché d'Agde.

## XIIIesiècle
1209 : juillet : les troupes de Simon de Monfort ravagent, entre autres, Marseillan.
1218 : l'excommunication est lancée sur tous les hommes de Marseillan par le légat du pape Honorius III.

## XIVesiècle
1323 : Marseillan est atteinte par la disette.
1329 : Marseillan est atteinte par la disette.
1341 : Marseillan est atteinte par la disette.
1348 : sans défense face à la Grande Peste, soixante pour cent des habitants meurent.
1361 : la ville est touchée par la peste.
1375 : la ville est touchée par la peste.

## XVesiècle
1411 : changement dans le fonctionnement du consulat Marseillanais.

## XVIesiècle
1560 : changement dans le fonctionnement du consulat Marseillanais.
1563 : le consulat de Marseillan obtient le droit d'administrer, seul, la cité.
1572 : la ville est touchée par la peste.

## XVIIesiècle
1608 : changement dans le fonctionnement du consulat Marseillanais.
1609 : immigration Morisque.
1628 : la ville est touchée par la peste.
1629 : la ville est touchée par la peste.
1654 : la troupe de Molière joue ses comédies à Marseillan.

## XVIIIesiècle
1704 :
- la babotte (pyrale de la vigne) est excommuniée par le pape Clément XI
- juillet, Louis XIII séjourne à Marseillan.

1709 : la ville est touchée par le choléra et une grande famine.

### RévolutionetPremier Empire(1789-1815)
1790 : 2 février, premières élections municipales à Marseillan.
1791 : Marseillan est divisée en dix sections avec la mise en place du cadastre.
1792 : avril, la ville est touchée par la variole.

## XIXesiècle
1801 : février, le port est remis en état.
1802 : février, démolition des fortifications de la ville.
1803 : le culte catholique est rétabli.
1819 : une école des filles, dirigée par les Sœurs de Saint-Maur est mise en place.
1820 : découverte d'une médaille d'argent frappée en mémoire de la «Ville Mère de Marseille».
1822 : l'église Saint Jean-Baptiste accueille de nouveau le culte.
1831 : février, création d'une école publique.
1840 : découverte de deux médailles d'or dans les égouts de Marseillan, l'une d'Auguste et l'autre de Titus ; ainsi que d'une médaille d'argent représentant l'empereur Hadrien.
1866 : la première histoire de Marseillan est éditée (Histoire ancienne et moderne de Marseillan, d'Antoine Bartro).
1871 : 24 juillet, les troupes engagées dans la guerre franco-prussienne de 1870 sont démobilisées et reviennent à Marseillan.
1876 : les vignes marseillanaises sont atteintes par le phylloxéra.
1881 : le phylloxéra est enrayé par une greffe pratiquée sur des plans américains
1888 : octobre, l'école des garçons est inaugurée.

### Belle Époque(1890-1914)
1893 : agrandissement du Cimetière Neuf.
1903 : l'école des filles est inaugurée.
1907 : un millier de Marseillanais manifeste à Béziers.

## XXesiècle

### LaPremière Guerre mondiale
1914 : la municipalité octroie une subvention aux familles privées de ressources.
1915 : juillet, ouverture de l'hôpital bénévole.
1916 : 21 février, le général Roques reçoit la Grand Croix de la légion d'honneur.

### L'entre-deux-guerres
1928 : mort du poète Achille Maffre de Baugé.

### LaSeconde Guerre mondiale
1944 :
- les habitants des Onglous sont évacués par les Allemands en vue de la construction de casemates
- 22 août : Marseillan est libérée.

### Depuis 1945
1958 : juin, la ville est dévastée par des inondations.
1959 : le chauffage central est installé dans les écoles.
1962 : une école maternelle est créée.